# Stawy Sołackie

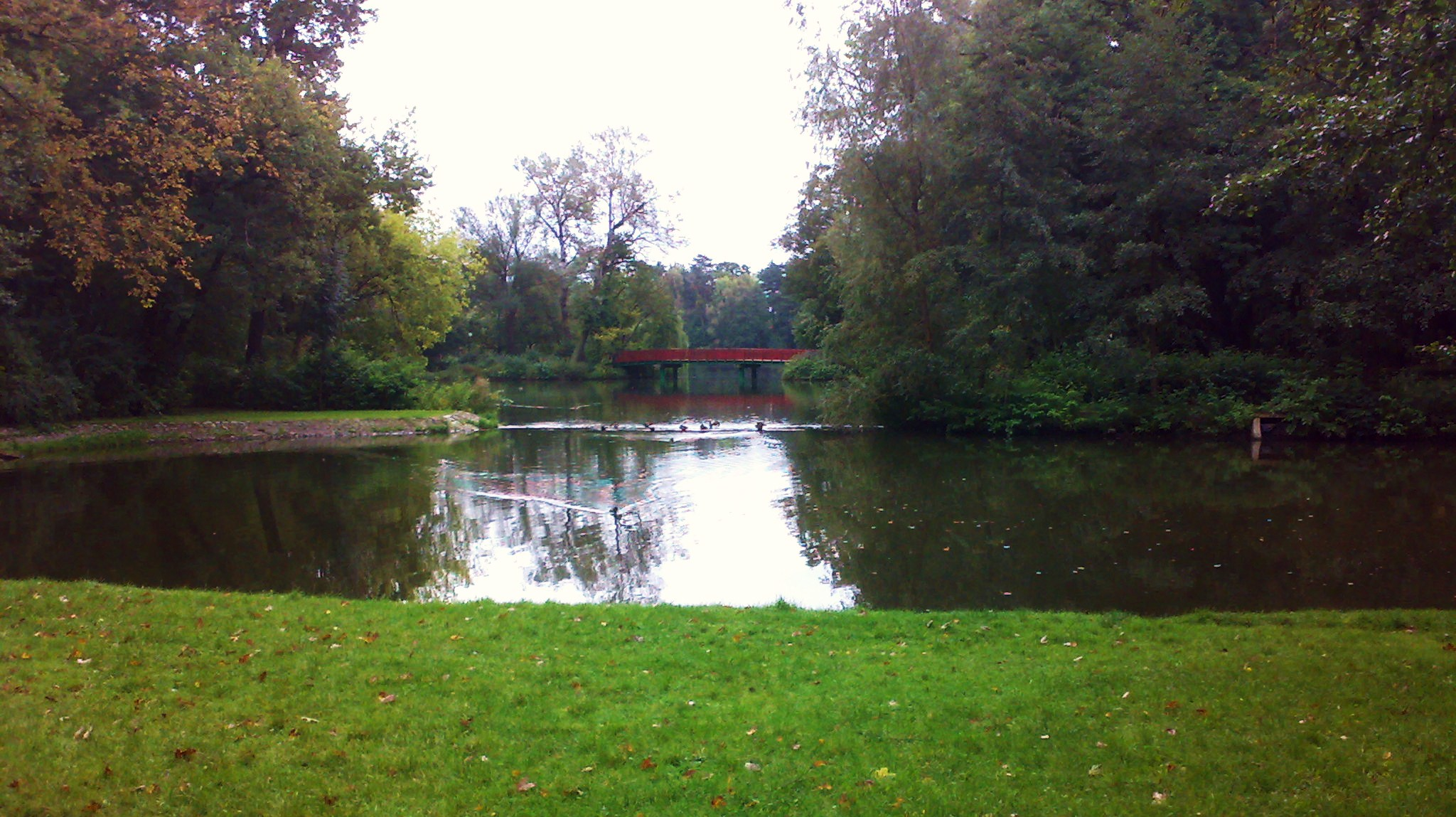
Mały Staw od strony zachodniej

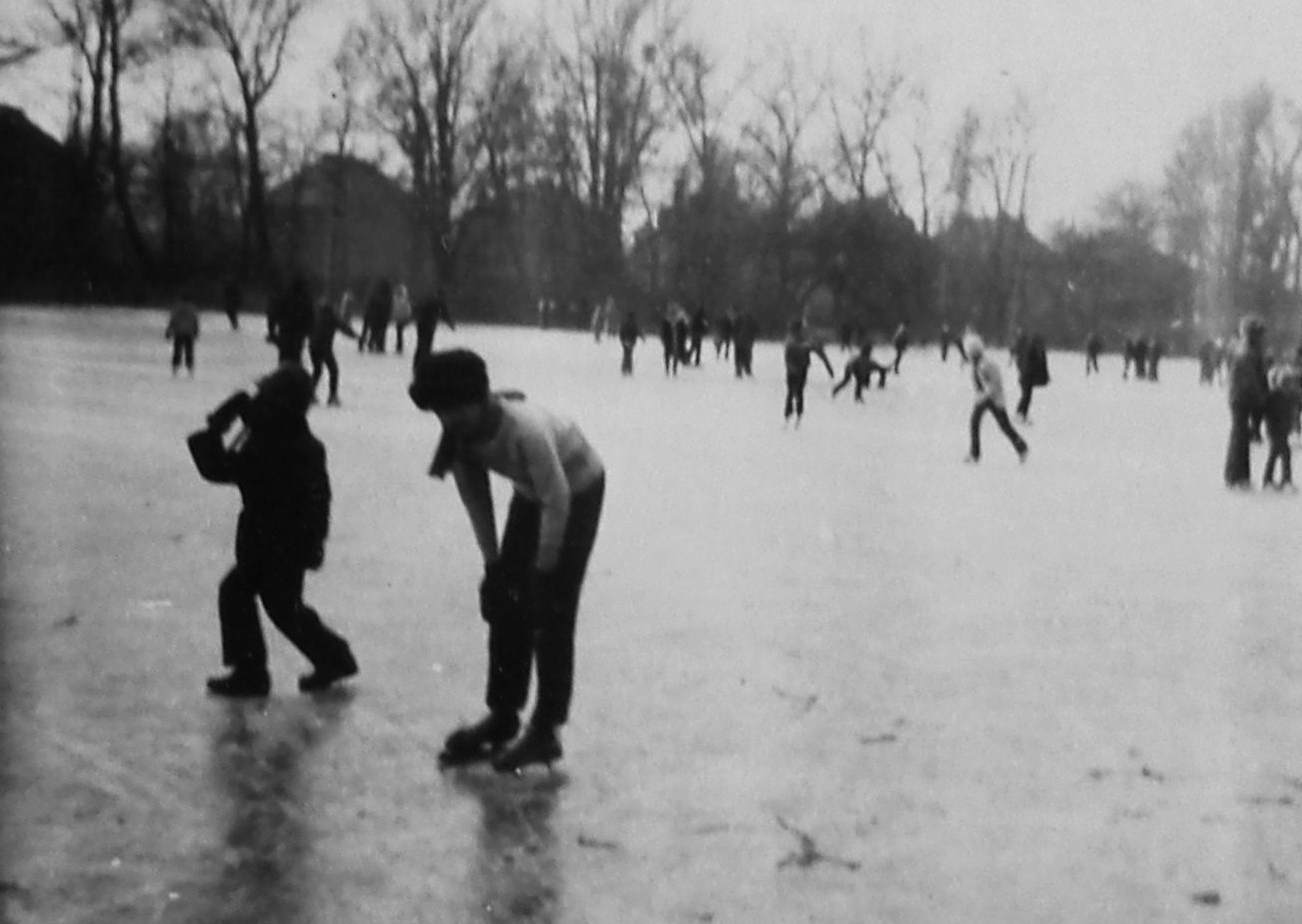
Duży Staw około 1975, zimą

Stawy Sołackie – ciąg sztucznych zbiorników wodnych spiętrzonych na Bogdance w Poznaniu na terenie Parku Sołackiego.

## Historia
Park Sołacki (14,63 ha) założony został z inicjatywy miasta w 1907 na dawnych bagnach, według projektu Hermanna Kube. Po spiętrzeniu Bogdanki uzyskano zespół stawów, z czego dwa powstały dodatkowo w 1995 i mają bardzo małe rozmiary (są to akweny sedymentacyjno-flotacyjne), w związku z czym najczęściej pisze się o dwóch stawach z czasów Kubego.

## Morfologia i obiekty
Obecna powierzchnia stawów wynosi 3,6 ha, a łączna długość linii brzegowej – 1050 m. Staw większy (wschodni – tzw. Duży Staw) ma powierzchnię 3,22 ha, długość linii brzegowej 760 m, a głębokość 1,5–2 m. Staw Mały ma powierzchnię 0,2 ha, głębokość 1,3–1,5 m i charakter wydłużonej laguny.
Kształt jest rozciągnięty na linii wschód-zachód. Brzegi zajmują zarówno krzewy, lasy liściaste, jak i niewielkie połacie trawników. Brzegi Stawu Dużego opadają raczej łagodnie, natomiast Małego są spadziste i umocnione. Dno w obu zbiornikach zamulone.
Od północy urządzono punkt widokowy z barierkami. Jeszcze w latach 70. XX wieku możliwe było pływanie po akwenach wypożyczanymi na południowym brzegu łodziami. Obecnie tradycja ta jest odtwarzana i od wiosny 2012 roku znów możliwe jest wypożyczenie łódek. W przewężeniu między stawami znajduje się drewniany most dla pieszych. Obok stoi restauracja wysokiej klasy (dawniej Piracka, obecnie Meridian). W pobliżu znajduje się też kontrowersyjna rzeźba Dwie kobiety autorstwa Sylwestra Ambroziaka.

## Flora i fauna
Występują miejscami w litoralu niewielkie płaty makrofitów. W północnych częściach skupiska ptactwa wodnego.
W latach 1999–2000 przeprowadzono badania fykologiczne Stawów. Stwierdzono występowanie 208 taksonów sinic i glonów oraz 22 taksony o randze podgatunku. Najbogaciej reprezentowany był Staw Duży (164 taksony). Znaleziono 41 gatunków okrzemek, w tym zagrożone wyginięciem: Gomphonema helveticum i Cymbella elginensis.
Całkowita liczba komórek fitoplanktonu i biomasy była dwa razy większa w Stawie Dużym, niż w Małym. Fykoflora Stawów miała charakter zielenicowo-okrzemkowy. Maksymalna liczebność przypadała na początkowy okres jesieni. W sezonie wegetacyjnym 2012 wykazano w stawach występowanie łącznie 294 taksonów fitoplanktonu: 244 w Stawie Małym i 246 w Dużym. Większość z nich stanowiły zielenice (32%) i okrzemki (33%). Ocena ilościowa wykazała jednak, że latem obydwa stawy zdominowały zielone glony, a jesienią nitkowate sinice. Najwyższe zagęszczenie fitoplanktonu miało miejsce jesienią (wówczas udział sinic był największy). Dominującymi gatunkami były Ulnaria acus, Crucigenia tetrapedia, Tetraedron minimum, Planktothrix agardhii i Pseudanabaena limnetica.
W połowie lat 60. XX wieku w stawach stwierdzono występowanie bardzo rzadkiego na niżu grzybieńczyka wodnego.

## Czystość wód
Czystość wód stawowych pozostawała zawsze poważnym problemem. Staw zbiera m.in. wiele kolektorów deszczowych z okolicy. Jest to ostatni akwen na Bogdance przed jej ujściem do Warty. W 2005 spuszczono wodę i dokonano oczyszczenia, tudzież wapnowania dna stawów. Wcześniej zbiorniki rekultywowano także w latach 1995–1996. W 2020 również przeprowadzono odmulanie i oczyszczanie Dużego Stawu metodą refulacji. Ze stawu wydobyto wówczas około 8,9 tys. m³ uwodnionego namułu (co dało około 7,5 tys. m³ materiału po odsączeniu), który został zagospodarowany. Przeprowadzono wtedy także prace konserwacyjno-remontowe w obrębie budowli piętrząco-upustowej oraz kanału upustowego.

## Dojazd
Dojazd zapewniają tramwaje linii 9 i 11, do przystanku Nad Wierzbakiem lub Park Sołacki.